# Alive Alive-O
Alive Alive-O è un doppio album dal gruppo musicale folk irlandese The Dubliners, pubblicato nel 1997.
Il disco è stato registrato dal vivo in diverse serate nel mese di dicembre 1996 in Germania, al termine del loro tour europeo. Dopo che Ronnie Drew abbandonò il gruppo, ai The Dubliners si è unito il cantante Paddy Reilly, che ha prestato la sua voce a diverse ballate dell'album.

## Tracce
CD1
1. Fairmoye Lassies and Sporting Paddy
2. The Banks of the Roses
3. The Black Velvet Band
4. The Foggy Dew
5. The Town I Loved so Well
6. The Showman's Fancy/The Wonder Hornpipe/The Swallow's Tail
7. The Sick Note
8. The Manchester Rambler
9. Job of Journeywork/The Cork Hornpipe
10. The Maid Behind the Bar/The Boyne Hunt/The Shaskeen Reel/The Mason's Apron

CD2
1. Kelly the Boy from Killane
2. The Fields of Athenry
3. Step It Out Mary
4. Chief O'Neill's Hornpipe/Ryan's Hornpipe/The Mullingar Races
5. South Australia
6. Dirty Old Town
7. Among Friends
8. Drag That Fiddle
9. Whiskey in the Jar
10. The Wild Rover
11. Molly Malone